# 新発田藩

『天保国絵図越後国新発田村上』天保9年（1838年）。国立公文書館デジタルアーカイブより。

新発田藩（しばたはん）は、越後国蒲原郡新発田（現在の新潟県新発田市）を中心に現在の下越地方の一部などを治めた藩。藩庁は新発田城。藩主は溝口家。家格は外様大名で、石高は6万石（のち5万石 → 10万石と推移）。

## 概要
1598年、豊臣秀吉の命を受けて、それまで越後一国を領していた上杉景勝が会津に移封された後、越後は福島30万石に堀秀治、坂戸2万石に堀直寄、村上（本庄）9万石の村上義明、そして新発田の溝口秀勝といった具合に配置された。
秀勝は1600年の関ヶ原の戦いのとき、徳川家康の東軍に与して越後に在国し、越後で発生した上杉旧臣の一揆を鎮圧した功績により、家康から本領を安堵され、新発田藩6万石が成立した。越後国の譜代大名・親藩のひしめく中に位置する外様大名であった。
秀勝の子・溝口宣勝の時に弟の溝口善勝に1万石を分与したため、溝口家は総石高が5万石となった。そのうえ、宣勝の子・溝口宣直の時代には3人の弟にそれぞれ分与する。なお、分家に交代寄合旗本で陸奥国岩瀬郡横田領主の溝口家がある。
藩の領域は現在の新発田市の領域に加え、現在の新潟市東部・阿賀野市・加茂市・南蒲原郡にまで及ぶ広大なものであったが、その領域の大半を占める蒲原平野は、阿賀野川・信濃川下流域に広がるその名の通り、蒲のような水草の生い茂る低湿地帯であり、そのままでは農耕に適さない土地であった。新発田藩とその領民は代々干拓や治水に力を入れ、新田開発を進めていった。その結果、この地域は穀倉地帯となるまでに開発が進み、その収穫は石高の数値を大きく上回るまでになり、内高40万石という説もある。この地域にいくつか残る当時の豪農の邸宅の遺構からは、当時の様子がうかがわれる。
八代藩主・溝口直養が藩校・道学堂をつくったことにみられるように新発田藩主は代々学問を奨励し、城下町は繁栄した。元禄の世に4代藩主・溝口重雄が江戸から幕府お抱えの庭師である縣宗知を招いて築庭させた、京風の廻遊式庭園である清水園からは、当時の文化の繁栄ぶりがうかがわれる。
その後、11代藩主・溝口直溥の代になって、10万石への高直しを幕府に申請し、認められた。これには、家格が上がるというメリットの一方と、財政窮迫の折りの高直しはかえって過剰な加役を加えられるのではデメリットを心配する声も上がり、藩内で論争が起こった。
戊辰戦争では、新政府側よりの立場をとろうとするも、周辺諸藩の奥羽越列藩同盟の圧力に抗しきれず、やむなく加盟した。同盟側は新発田藩を参戦させようと謀り、藩主・溝口直正を人質にとろうと試みたが、新発田藩の領民の強い抵抗に遭って阻止される。その後、新発田藩は新政府軍に合流し参戦することとなり、その結果、新発田の地は戦火から守られることとなった。ただし、この時の新発田藩の行動は越後長岡藩などからは明らかな裏切り行為と見られ、周辺地域との間にしこりを残すことにもなった。
ともあれ溝口家は明治時代に至るまで、取り潰しに遭うことなく、12代にわたって新発田を統治した。

## 歴代藩主
溝口家
外様　最終石高10万石
1. 溝口秀勝
2. 溝口宣勝
3. 溝口宣直
4. 溝口重雄
5. 溝口重元
6. 溝口直治
7. 溝口直温
8. 溝口直養
9. 溝口直侯
10. 溝口直諒
11. 溝口直溥
12. 溝口直正 - 1884年（明治17年）、華族令により伯爵。

## 後史
溝口伯爵家（1919年  - 1945年 ）　
1. 溝口直亮 - 1919年（大正8年）、家督相続により伯爵を襲爵。

新発田溝口家（1945年  - ）　
1. 溝口歌子 - 直亮の長女。
2. 溝口隆雄 - 直亮の孫（母は歌子の妹・豊子）。

- 現当主の溝口隆雄は21世紀になっても、新発田歴代藩主の菩提寺・宝光寺での法要や豊田神社の祭礼に参加されている[4]。

## 主な重臣の家系
- 溝口半左衛門（半兵衛）
- 溝口伊織
- 溝口内匠
- 堀丈大夫（内蔵丞）
- 堀主計
- 速水九郎右衛門（八弥）
- 窪田平兵衛
- 里村官治
- 里村縫殿
- 坂井数馬
- 仙石武右衛門
- 仙石九郎兵衛
- 脇本儀左衛門
- 宮北郷左衛門
- 服部市郎左衛門
- 佐治藤右衛門

### 家臣団の形成
溝口秀勝は丹羽長秀に仕え、天正9年（1581年）、若狭国高浜城主5000石を給される。それ以前からの家臣は、槍持ちを務め、60石を給されていた入江九左衛門と、天正5年に配下に加わった近江国浅井郡速水郷出身の速水三右衛門が最古参の家臣。高浜城主になると、旧領主逸見駿河守の遺臣、香川民部、寺井主馬を配下に加える。天正10年、織田信長が滅ぼされるとその遺臣、加藤清重、坂井式部（数馬の祖）を配下とする。加藤家は後に溝口氏を賜り、溝口内匠家の祖となる。この他、高浜時代に仕官した者は、柿本蔵人、窪田与左衛門、大津、三宅、中西らがいる。窪田与左衛門家は元禄9年に断絶するが、分家の窪田平兵衛家がのちに家老を務める家系となる。天正12年、堀秀政の与力として加賀大聖寺四万四千石の領主となると、柴田勝家の遺臣、丹羽秀綱（四郎兵衛の祖）、脇本仁兵衛を配下とする。
慶長3年（1598年）、堀秀治とともに越後へ移封、新発田藩6万石の領主となると、会津藩の旧領主蒲生家の遺臣、森、奥村、矢代、熊田らを配下とする。彼らは会津衆と呼ばれた。慶長15年、堀家が除封され、堀忠俊、堀直清が配流されると、直清の六男主馬助直正（堀丈大夫の祖）を招き入れる。
元和元年（1616年）、大坂の陣が起こり、落人となった母子を迎え入れ、南部次左衛門の養子とする。同じく落人の土橋弥太郎を迎え入れる。土橋家は後に溝口姓を与えられ、溝口伊織家の祖となる。元和4年、村上周防守が跡継ぎなく除封となると、その遺臣、下長門守本国を迎え入れる。下家は、越後国奥山庄（その中でも関川村の辺り）の中世からの国人領主の家柄で、本国の父の代から上杉家の家臣として庄内の代官を勤め、そののち最上義光に仕え、のち村上周防守に仕えていた。
寛永4年（1627年）、会津の蒲生忠郷が除封されると、その遺臣、寺尾、仙石らを迎え入れる。寛永19年、村上堀家が断絶すると、堀主計直浄、河村、大岡らを迎え入れる。主計直浄は堀直清の次男で、主馬助直正の兄に当たる。正保元年（1645年）、会津の加藤明成が没すると、その遺臣、佐治、君、七里、梅原、赤佐らが加わる。
そのほかにも、徳川忠長、松平直矩（村上藩時代）、細川忠興、福岡藩、島原藩、会津藩、米沢藩などから、仕官変えしてきたものもいた。徳川忠長が改易されると、堀三政が来藩、堀勘兵衛、堀善大夫の祖となる。細川家から高久、黒田家から里村、村上藩の松平家から宮北、米沢から山庄、島原から高力隆長の遺臣、板倉、渡辺、小野寺らが新発田藩へやってきた。
以上に挙げられた氏は物頭（武頭）以上の家系で、家老、城代、用人、組頭、奉行などの役職も勤めた。
（以上）

## 新発田藩の戊辰戦争

### 戊辰戦争前年の動き
大政奉還後、朝廷は列侯会議を開くため、10万石以上の諸大名に上洛を命じた。これに応じた藩は多くなかったが、新発田藩は幼君直正の名代として江戸詰家老窪田平兵衛を派遣する。
9月、越後国内での正義党を称する浪人に関する情報を会津藩にもたらす。会津は正義党の取締りと越後諸藩を反薩長に固めるために、新潟町の居酒屋鳥清（とりせい）に諸藩を集めて会議を行なう。「鳥清会談」と呼ばれる。今後定期開催することとし、5月に酒屋か津川で開くこととした。（事態が急変し、2月になる）

### 戊辰の年明け
1月、仙台藩士玉虫左太夫が来藩、新発田の意向を探る。家老の中でも中老格の溝口半兵衛が応対する。父半左衛門が家老を辞し、その後を継ぎ、このとき36歳。肝が据わっていることを買われた。
鳥羽・伏見の戦いの後、慶喜追討令が出、久我通久から新発田藩には京都の警護のために兵を出すようお達しがくる。上京兵力は、江戸から物頭久米三左衛門隊二百名、新発田から物頭佐治藤右衛門隊二百名の計四百名。総隊長は江戸詰家老速水八弥。
1月10日、京都で発表された朝敵の区分は一等徳川慶喜、二等松平容保（会津藩）、松平定敬（桑名藩）、となっていた。それならばと会津は2月1日、酒屋村の陣屋（新潟市酒屋町）に再び越後諸藩を集めて「酒屋会談」を行なう。中央情勢との関連でこの会談を危険と感じて、高田藩など欠席した藩も多かった。しかし、新発田藩は、自らの情報提供で第一回が開催されたのだから、二回目を欠席するのは自ら反会津を宣言するようなもの、ということで出席する。代表に七里敬吉郎、井東八之丞が送り込まれる。会談は無事終わるが、宴の最中、新潟奉行所から、新発田藩の銃兵隊数百人が京都へ向かったという知らせが入る。七里、井東は知らぬ存ぜぬを通すが、藩へ帰って調査し返答することを求められる。その後七里がどういった弁明をしたかは不明だが、会津藩は「疑念晴れ候」とした。

#### 勅書に対し請書提出
2月15日、北陸道先鋒総督兼鎮撫使の高倉永祜、同副総督兼鎮撫使の四条隆平から勅書が届く。この勅書は藩から藩へとリレーされてきたもので、新発田は村松藩から受け取り、三日市藩へ渡すものであった。各々の藩の考えを伺いたいという趣旨で、副書に、積雪で遅れるので先に書面で通知した、承知したなら請書（うけしょ）を出すように、とあった。翌16日、勅書を三日市に送り、溝口半兵衛は御用人宮北郷左衛門とともに北陸道を南下した。請書の文言は「恐れながらなお以て忠誠に励み、王事に勤労奉るの外、他念ござなく候」というものであった。四条隆平の『北征記事』によると、3月9日に高岡で請書を渡したようである。越後各藩では一番早く、次いで糸魚川12日、高田14日、長岡、三根山16日だった。新発田は京都にいる窪田平兵衛を通じて鎮撫使の状況を知らされていたので素早い対応ができた。対照的に長岡藩は、河井継之助が不在であり、京都筋の情報も持っていなかったことから、寝耳に水で薩長勢が来ると思い込んで大騒ぎしたという。

#### 藩主の江戸からの帰国
藩主の身の安全のことや、朝敵と誤解されるのを恐れ、1月28日、藩主を江戸から新発田に帰国させるよう家老4人の連名で書状を出す。使者は大目付里村縫殿、郡奉行三浦四一郎。江戸では窪田平兵衛、速水八弥が京都におり、老齢の溝口伊織のみだったため、事が遅れ、国許から溝口内匠が応援で出張し、2月22日直正は御用人坂井数馬、入江八郎左衛門ら300人余の御供と共に江戸を出立。帰国理由としては、朝廷からの北陸道鎮撫使が越後へ下向されるので、領内取締りのためということで、幕府の許可も得る。
帰国の道筋について、会津回りで行くか、信州回りで行くか議論があった。しかし、老練な溝口伊織は、信州回りでいけば、会津からの疑念が強まると考え、いつもどおり会津回りで行くべきと考えた。会津若松城下の宿に宿泊中、会津藩家老・萱野長修より、激高している若い藩士が不測の事態を起こすかもしれないので、藩主の命により我が藩が宿を警備すると申し出がある。さらに出立のさいには、新発田藩との意思疎通のため、藩士武田五郎ほか5名を同行させ、新発田に滞在させて欲しいと注文が来る。新発田を監視するためである。どこの藩でもそんなことは認めないものだが、別の難題を持ち出されても困るので、新発田藩はこれを承諾した。直正は3月5日に帰国の途につく。
直正帰国の3日後、今度は老候静山が江戸を出立。静山は前藩主溝口直溥で、持病のため前年に隠居していた。筆頭家老の溝口伊織、御用人仙石九郎兵衛以下200人余の御供を連れて、15日会津へ到着。会津藩家老西郷頼母、藩士西郷勇左衛門が新発田の宿にやって来て、溝口伊織と会談した。西郷は新発田の諸々の疑念について静山公に会って問いただしたいという。伊織は我が公は持病があるのでお会いさせるわけにはいかない、私が貴藩の藩主に会って弁明すると答える。会津はそれを断り、お互いそれ以上は相手を追い詰めることはしなかった。会津は事ある毎に、新発田への憤激を意思表示していく。直正のときと同様、西郷勇左衛門が新発田へ同行し、滞在した。会津兵の新発田城下滞在は、特に軍事方の憤激はひどく、上申書を出したり、藩庁に献策したりした。

#### 佐幕派からの要求
3月30日、衝鋒隊50人余が新発田城下に現れる。彼らは2月7日、江戸から脱走した歩兵隊員で、3月8日、下野簗田の戦いで敗れ、会津に身を寄せていた。会津はまだ謝罪が認められるかもしれない時期だったので、血生臭い朝敵を留めておきたくなく、体よく追い出していた。彼らは阿賀野川を下り、3月28日水原へ入る。総督古屋佐久左衛門、副隊長今井信郎らが新発田にどちら側に付くか問い詰める。例によって、事が重大なので即答できないというふうに答えると、新潟へ赴くので同行願いたいと要求される。新潟へ着くと、衝鋒隊は新発田に五千両の借金を申し入れる。新発田は断るが、半ば脅迫的な要求に、五千両を千両にまけてもらい金を貸した。村松なども同様にたかられている。藩内では悔しがり憤るものもいたが、半兵衛は彼らの背後には会津がいるとみて、隠忍自重すべきと考えた。他にも坂本兵弥率いる幕府新遊撃隊、市川三左衛門率いる水戸藩諸生党兵などのうち200名余が新発田城下を訪れ、また五千両の借金を申し込んできた。これも値切って千両を与えた。また会津藩からも米10000俵借りたいと申し出があり、例によって値切って5000俵与えた。同様に会津の武井柯亭、土屋惣蔵らから五万両の借金申し込みがあり、値切って二千両与えた。

### 奥羽越列藩同盟に加盟
5月15日、米沢藩中老若林作兵衛、仙台藩玉虫左大夫、鈴木直記が新発田に来訪。溝口伊織、溝口半左衛門が応対。もし同盟に入らないのであれば、事に及ばざるを得ない、という強い圧力に、翌日まで回答を待ってもらうことにした。しかし、ここへきては妙案もなく、翌16日、老候静山の了承を得て、回答書を提出し、盟約書に署名した。17日に藩内に奥羽越列藩同盟加盟が布告されたが、藩内には不服が多く喧々轟々だった。18日、密使井上栄之丞が新発田を発つ。仙台から海路で30日江戸へ着いた。江戸には京都警護を終え、東征軍として江戸に駐屯していた家老速水八弥がいた。井上は列藩同盟加盟を速水に報告。これを受けて速水は6月1日、大総督府参謀へ事情を上申した。米沢、仙台、庄内の圧力に屈し、やむをえず同盟に加盟したが、勤王の志は変わらぬこと。これに対し、総督府からは、さらに報告があるまで江戸の新発田兵は謹慎するには及ばないという返事が来る。

#### 領民との連携
同盟に加盟後、新潟で開かれる列藩の会議に新発田も代表の重臣と、守備の兵力を出すことになる。5月19日、新発田城で藩兵の出陣式が行なわれる。組頭堀主計を士大将とし、物頭里村縫殿、服部吉左衛門の率いる200名余、砲 4門が出陣した。この前日に一部が先発し、このうち 2小隊は庄屋の子弟で組織された農兵隊だった。堀隊は21日に新潟着。米沢藩総督色部長門が来るまでは会議も開かれない。前線に1兵でも欲しい会津、米沢から強烈な出兵督促がくる。堀は新潟の警備のために来たのだからと断るが、のらりくらり言い抜けることはできず、出兵の約束をさせられてしまう。27日新潟を発ち、沼垂で 1泊。翌日加茂へ出発しようとしたところ、領民が道をふさぎ、橋を落とし、川にも柵がしてあった。領民が官軍とは戦わないでくれと懇願。堀隊はこのまま沼垂へ留まる。
堀主計隊が出兵督促を受けていた頃、新発田城にも出兵督促が来ていた。6月1日、物頭脇本庫之助、高田忠兵衛、高山安兵衛の部隊が加茂へ出発した。普通に行けば2日の道程だが、4日になっても新津にも到着しない。米沢は怒り、加茂の定宿の明田川某に尋ねると、新潟、沼垂に警備にでもいったのだろうかととぼける。6月6日、新津に到着。ここで竹槍を持った農民の大群に囲まれ進めなくなる。
6月7日、新発田城下で大変なことが起きたという噂が入ってくる。この噂は根も葉もないことではなく、藩主人質未遂事件に関することのようである。脇本、高田らは藩に無断で新発田へ帰る。しかし城下へは入れてもらえず、役職は免職、知行は50石ずつ減らされた。同盟諸藩の手前、厳重に処罰せざるを得なかった。後任に、加藤友左衛門、林文左衛門が任命され、加茂へ送るのかと思えば、沼垂へ進発させている。

#### 藩主人質未遂事件
6月3日、米沢藩主上杉斉憲が自ら1000人余の兵を率い米沢を出発、6日に越後下関（関川村）に到着。これに先立ち5日、斉憲の使者として、軍監大滝新蔵が新発田へ急行。直正に下関に来てもらい軍議を開きたいと申し入れてきた。1000人余の米沢兵のいるところへ出て来いということは、人質となれということである。6月7日、直正、溝口内匠、少数の藩士が城を出た。しばらく進むと、竹槍を持った領民たちが道を塞いでいた。城下の町民や、五十公野、浜通、新発田、岡方などから集まった農民だった。領内島潟村大庄屋小川五兵衛ら村役人たちが群衆を指揮している。さらに群衆の中には、変装した新発田藩士も混じっていた。直正の籠は清水谷の別邸に入り、9日まで滞在し、帰城した。
新発田藩は、諸藩への申し開きのために領民を扇動した首謀者を捕えて見せねばならなかった。首謀者として、折笠泰助、阿部求之丞を縄にかけ、下関へ護送していった。米沢の取調べは峻烈だった。しかし、2人は新発田へ送り返されてくる。真犯人が小物ではないことを見抜いていたからか。藩では彼らを投獄したが、西軍が上陸すると釈放している。
領民蜂起の裏には多くの藩士がいたようである。溝口伊織は5月頃、家臣田宮余一を酒癖を理由に追放した。田宮は姿を消したが、実は伊織の密命を受けていたという。6月7日の領民蜂起のとき、あちこち飛び回って、なにか指揮している田宮の姿があった。溝口内匠の家臣小川作兵衛も田宮の同志で、二人は領民の間に地下運動を組織していたといわれる。

#### 新発田城包囲
6月9日、新発田の郊外、五十公野、佐々木、真野原、島潟堤に米沢ら同盟諸藩の軍隊が続々集結した。この包囲網の外側の、島見、松ヶ崎にも後詰の軍が控えた。米沢の大滝新蔵の軍200人余、ほか合計600人を超える兵力だった。新発田藩は、江戸に400人余、沼垂に400人余派遣しており、農兵がいたとしても数百人程度。前日8日に、五十公野で同盟諸藩の会議があり、家老の溝口内匠、山崎重三郎が呼びつけられていた。出兵させるか、藩主一族は城を立ち退くか、9日夜12時までにどちらかに応じなければ、総攻撃に移る、と最後通告を突きつけられた。
約束の12時を過ぎても、新発田藩からの返答はない。大滝新蔵は腹心の桜孫左衛門を呼び、自分は単身新発田城に乗り込むから、一刻過ぎても戻ってこなかったら総攻撃に移るようにと伝える。大滝が城へ向かおうとしたとき、馬が駆けて来て、溝口内匠らが来て、直ちに出兵する、領民扇動の首謀者 2名（前出の折笠、阿部）を引き渡すと回答した。そして何事もなかったように10日の朝を迎えた。

#### 東軍として出兵
溝口半左衛門は老候静山から召し出され、新発田兵の総隊長を任ぜられる。6月11日、物頭佐藤八右衛門、溝口四郎左衛門以下200名余、砲4門を率いて、見附の第一線に向かった。沼垂にいた堀主計隊からも200名余と砲2門が半左衛門の指揮下に入り、見附へ向かった。半左衛門の部隊には米沢藩兵が監視のために付いていた。16日に戦場に到着。19日、新発田藩の初陣となる。先鋒を命ぜられ、米沢の2小隊が督戦隊としてその後ろについた。さらに、5、6人の米沢藩士が直接新発田勢に入り込んで監視した。新発田藩は佐藤八右衛門が負傷したほか、戦死4、戦傷5の犠牲を出したが、米沢藩総督千坂太郎左衛門より「御初陣の御勝利、ひっきょう御世話行き届くの故と、全く感心候」と評価され、現場の指揮官、米沢の斎藤主計も「幣藩を始め、諸藩ともに目を驚かす御勇猛の段、感心致し候。この末は、諸藩の疑念も散じ候はもちろん、及ばずながら幣藩にていずれの義へも、万端引き受け申し候」とした。

#### 新政府、西軍へ弁明
6月16日、藩士中野磯平が半兵衛の密命を受け、京都へ発った。26日夜、京都に着き、27，28と滞在。7月10日に新発田へ帰ってきた。彼は滞在中、在京の窪田平兵衛と連絡をとり、新発田藩の立場を新政府に弁明し、その指示を仰いだ。新政府は「新発田藩の行動は微力な藩としてはやむをえないものと太政官も了承した。官軍に敵対しても、時を得て勤王の実効を表せば、お家のことは案じなくても良い」と回答した。
7月、在野の民兵隊の方義隊は西軍の与板藩兵と柿之木山を守っていた。その方義隊の一員である新保長三郎は新発田領鵜森組庄瀬の庄屋で、7月20日ころ隊へ休暇を願い出て、それっきり帰らなかった。彼は対岸の溝口半左衛門隊に接触し、その命を帯びて、西軍の長岡本営に出頭し、新発田藩出兵の事情の申し開きをしたという。新発田藩は新保に1代3人扶持の恩賞を与えた。

### 西軍上陸
閏4月23日、溝口内匠が江戸を出発し、途中西軍に怪しまれ捕えられ高田へ護送され、同じ頃、山崎重三郎も西軍に捕まっていた。京都の窪田平兵衛は寺田惣次郎を派遣し、内匠と山崎は5月20日に釈放されていたが、今度は寺田が高田で捕まっていた。西軍は新発田を完全には信用していなかった。窪田は今度は、貢士相馬作右衛門を高田へ派遣する。貢士は各藩が新政府へ派遣している藩士で、家老の窪田でも勝手に命令できない。新政府弁事務所にかけあって許可をもらい、6月29日相馬を高田に派遣、7月9日に着いた。そこで藩の事情を詳しく述べ、ようやく寺田も釈放された。寺田、相馬はその足で柏崎まで赴き、薩摩の参謀吉井幸輔に会った。吉井は京都の窪田と親しく、新発田の実情もよく知っている人物だった。寺田、相馬は吉井に連れられ長岡にいる山縣有朋、黒田了介の両参謀とも会った。
吉井は二人に密命を伝え、旅券を渡し、新発田へ帰藩させた。7月20日に新発田に到着。
黒田了介を総指揮官とする1000余名の上陸部隊は、7月24日佐渡の小木港に寄港し、夜10時より新発田領太夫浜へ向けて出港した。25日朝、西軍は太夫浜に上陸、新発田城下へも知らせが飛び、藩士島村某の1小隊が上陸地点へ急行し、藩の帰順を伝え、城下へ先導した。半分は新潟方面へ、半分は新発田へ向かった。この夜、溝口半兵衛は、黒田と会談し、藩主が柏崎へ赴き、仁和寺宮に拝謁することによって官軍の疑念を晴らすよう勧められる。
こういう状況だったので新発田藩は、江戸に400人、見附に500人、沼垂に200人派遣しているのに、即座に400人を城下周辺に配備させることができた。民兵達の力に負うところが大きかった。

#### 新潟の戦線
25日朝、沼垂の隊長堀主計も領内津島屋の庄屋継次郎からの急報で官軍の太夫浜上陸を知った。彼は高久六郎左衛門に命じて、阿賀野川付近に配置していた兵を、本所に集結させ、そこに沼垂から1小隊送り込んだ。さらに農夫に変装した吉田斧太夫を、領内寺山新田の庄屋九左衛門とともに、西軍のいる松ヶ崎へ渡河させた。斧太夫は西軍に見咎められ、新発田藩が帰順した後であったから、話はすぐに通じて、軍議に参加した。斧太夫が新発田藩の立場を説明し、一同が了承。西軍からは敵の兵力、配置、道筋などの質問があった。斧太夫は敵の防備は手薄で、速やかに進撃すべきと進言した。船の準備のため渡河は翌26日、新発田藩兵は官軍には空砲を撃つこと、新発田兵は溝口家の五段菱紋を標識とし、官軍はこれには安心して前進してよい、といったことが取り決められた。
堀主計は、新潟の東軍の軍議にも密偵を派遣して情報を収集した。会津藩士大沢新助が津島屋へ斥候へ行き、新発田が裏切ったことを知り、新潟へ帰ると、その密偵はいなくなっていた。その夜、仙台藩士が新発田藩の間者2人を斬り、1人は逃がしたと大沢は記述している。西軍が阿賀野川を渡河すると、米沢兵は新発田兵と西軍に挟み撃ちされる危険を感じて、信濃川対岸の新潟町まで退却した。26日夜には芸州藩の砲兵隊も合流した。堀主計、吉田斧太夫と西軍諸藩で軍議が行なわれた。西軍は東軍兵力を2500人程度と見て早期進撃に消極的な論が出たが、『新潟市史』によると、米沢300人、会津50人、その他50人程度というのが実態だったようである。信濃川を挟んでの打ち合いが26日夜から27，28日と続いた。大砲は薩長の部隊は新発田城へ向かったので、26日夜は新発田の大砲のみ、翌日から新発田と芸州の砲兵が受け持った。撃ち合いの間に西軍は、最初の渡河の地点を上流4，5キロの所に定めた。寺山新田の庄屋九左衛門、天神尾新田庄屋雄吾、藤四郎、甚助らが渡河用の船30隻を集めてきた。29日未明、庄屋九左衛門は長州藩士奥平謙輔を案内し、対岸の隠密偵察をした。2人の偵察によれば対岸の東軍は意外に手薄であることが分かり、午前4時、渡河を始めた。新発田兵は丹羽済五郎ら数名が案内役をした以外は、沼垂での援護射撃を命ぜられた。東軍は退却し、米沢藩総督色部長門は自害した。色部の首は関屋の斎藤家が西軍から守りぬき、11月に色部家へ返された。

#### 直正、仁和寺宮に拝謁
7月28日、直正は柏崎へ向けて出発、領内の島見浜から船に乗った。御供は、溝口半兵衛、相馬作右衛門、入江八郎左衛門ら。軍監岩村精一郎が案内を務め、翌29日到着。仁和寺宮に拝謁。宮からは新発田藩が速やかに帰順したことについて、お褒めの言葉があり、今後いよいよ国家のために尽力するように、との言葉を賜った。直正は宮が新発田にお進みになるまではこの本営に留まらせていただきたいと申し出、この願いは許可され、8月11日、宮が新潟へ進むとき、先導を命ぜられる。

#### 西軍に参加
戦況の進展により、仁和寺宮は長岡を経て、13日三条に到着。ここで直正は帰藩を許される。以後の先導は溝口半兵衛が務め、このときまでに降伏していた三日市、黒川両藩主も新潟から御供をした。東軍の一員として参加していた溝口半左衛門隊は8月1日、三条で降伏。半左衛門は見附で謹慎を命ぜられ、新発田兵は西軍の一員となる。江戸にいた新発田兵400人余も帰藩を許され、8月11日江戸を発った。宮を迎えて、越後口の本営は柏崎から新発田へ移った。

## 尊皇開国
「勤王の新発田」とも称されるが、十代藩主直諒の記した『報国説』『開国説』からであるといわれる。「尊皇開国」論であり、水戸藩や西国諸藩の「尊皇攘夷」とは異なる開明派の勤王思想である。直諒隠居後、皇族や公家の間でも読まれたという。山崎闇斎の崎門学派の大義名分の心を述べたものである。これらの著作が一般に読まれるようになり、藩内に勤王の根を張るに至った。
相馬作右衛門の上申書にはこれまで皇室をないがしろにした将軍家の罪を上げ、先祖（家康）がいかに勲功があっても、子孫が間違ったことをするのなら、徳川家に臣節を尽くす必要はないとし、武力で自らの権勢を保持しようとするものに付けば大義名分を失するとした。藩儒寺尾文之進は5月30日の総登城の際、王事に尽くすことは歴代藩侯の遺訓である、全藩、城を枕に死すべきである、勝敗は問うところではないと主張。しかし、藩論は勤王に殉じて玉砕する方針は採らなかった。
いわゆる正義党と違うのは、藩士、領民にとって、「勤王の藩」に尽くすことが大義名分なのであって、勤王を藩を超えた価値とし、ゆくゆくは藩を解消すべきと考える正義党の価値観は危険思想であった。方義隊の新保長三郎は戦後、同じ隊だった二階堂保則と口論している。物頭佐藤八右衛門は新保を「正義党ではあるけれども、御家への忠節が本である人間で、一通りの正義党の仲間には入らず、尽力した者である」と評価した。新保や庄屋九左衛門ら庄屋たちは進んで勤王思想を学び、藩の大事に進んで貢献した。
（以上）

## 新発田藩を舞台にした作品
- 『露の玉垣』（乙川優三郎）
  - 新発田藩家老・溝口半兵衛が家臣の系譜と閲歴を記した『世臣譜』という史料をもとにして、新発田藩の様々な家臣の生活を描いた小説。
- 『十一人の賊軍』

## 著名な藩士
- 井上久助：新発田藩の危機（塩止め事件）を自分一人の責任として、会津藩に斬刑に処せられ、藩を救った烈士。
- 久米幸太郎：29年を掛けて仇討ちを遂げた藩士。
- 桑田立斎：蘭方医、北海道で多くの天然痘患者を治療した藩士。
- 堀部武庸：浪人後に高田馬場の決闘の主要人物、のち赤穂浪士となる。中山安兵衛の名でも知られる。武庸は元禄赤穂事件では「吉良家臣に罪はない」として吉良方を一人も斬殺していない[8] 。

## 藩邸
- 江戸藩邸のうち上屋敷は幸橋外（現在の港区新橋二丁目）、中屋敷は木挽町（現在の中央区銀座七丁目）、下屋敷は本所三つ目（現在の墨田区菊川二丁目）にあった[9]。

## 幕末の領地
- 越後国
  - 蒲原郡のうち - 512村（うち324村を第1次新潟県、11村を村上藩、1村を村松藩、1村を三日市藩に編入）
- 陸奥国（岩代国）
  - 信夫郡のうち - 8村（第1次福島県に編入）

上記のほか、蒲原郡65村の幕府領を預かり、6村が本藩、59村が新潟県（第1次）に編入された。
明治維新後に、蒲原郡319村（旧・村松藩領78村、会津藩領61村、三日市藩領18村、村上藩領 6村、菊間藩領 5村、黒川藩領 2村、越後長岡藩領 1村、旗本領 8村、幕府領151村、内訳は水原代官所領81村、桑名藩預所63村、新発田藩預所 6村、三日市藩預所 1村）が加わった。なお相給も存在するため、村数の合計は一致しない。